# 호별
호별(1993년 8월 18일 ~)은 대한민국의 가수다. 2017년 1집 앨범 [친구야 친구]로 데뷔했다.

## 방송
- 전국노래자랑 (2016) - 장려상

## 음반
- 1집 친구야 친구 (2017)

## 수상
- 대한가수협회 공로상 (2017)